# Darío Figueroa
Darío Damián Figueroa (San Rafael, Provincia de Mendoza, Argentina, 13 de febrero de 1978) es un exfutbolista argentino. Es el único extranjero en la liga venezolana en conseguir títulos absolutos con tres clubes distintos (Unión Atlético Maracaibo, Caracas y Zamora).

## Trayectoria
Comenzó su carrera como jugador en 1996 con el River Plate. Después de sólo cuatro apariciones en Primera División,
A los 12 años fue a probarse por primera vez a River, aunque recién quedó un año más tarde. Su primer partido en Primera lo jugó a los 18 años, ante Gimnasia de La Plata y junto a figuras de la talla de Enzo Francescoli.
Dos días después recibía la citación para formar parte de la Selección Sub-20 que posteriormente lograría el título en Malasia de la mano de Pablo Aimar y Juan Román Riquelme. Poco duró su incursión con la albiceleste, ya que enseguida se fue a Japón para vestir la camiseta del Yokohama Marinos, en donde sólo permaneció cuatro meses.
River lo cedió a préstamo a clubes como Quilmes y Aldosivi de Mar del Plata y su carrera comenzó a diluirse. El Futuro Principito, como lo llamó algún relator por su parecido a Francescoli -al menos en los gestos técnicos- no volvió nunca más a los primeros planos en Argentina.
En su página web oficial reconoce: "Me quedé como dos años sin jugar y las ganas no eran muchas de seguir". Luego pasó por Ferro, por la filial del Toluca mexicano y arribó al Unión Maracaibo, donde fue campeón en 2003. Tras nuevos vaivenes por la Argentina y Colombia regresó en 2004 a Venezuela para quedarse.
Dejando el corazón por cada elástica que defendió, Figueroa se retiró en 2013 y regresó a casa. En Argentina se alejó definitivamente del mundo del fútbol profesional y decidió comenzar con una nueva vida siendo empresario. Para una emisora radial comentó apenas estar comenzando con su vida empresarial.
Para muchos podrá ser la crónica de una caída, pero Darío fue feliz jugando en la tierra del arpa y el tambor, con y para el fútbol venezolano, es probable que sea uno de los mejores jugadores que ha podido pisar suelo Venezolano.

## Selección nacional
Jugó con la  Preselección Argentina Sub-20 en Malasia jugando con jugadores de la talla de Juan Román Riquelme.
En 1997 recibió la citación para formar parte de la Selección Sub-20 que posteriormente lograría el título en Malasia de la mano de Pablo Aimar y Juan Román Riquelme. Poco duró su incursión con la albiceleste, ya que enseguida se fue a Japón para vestir la camiseta del Yokohama Marinos, en donde sólo permaneció cuatro meses.

## Clubes

### Como jugador
| Club                     | País      | Año       |
| ------------------------ | --------- | --------- |
| River Plate              | Argentina | 1996–1998 |
| Yokohama F. Marinos      | Japón     | 1996      |
| Quilmes                  | Argentina | 1999–2000 |
| Aldosivi                 | Argentina | 2000–2001 |
| Ferro Carril Oeste       | Argentina | 2002      |
| Unión Atlético Maracaibo | Venezuela | 2003      |
| Deportes Quindio         | Colombia  | 2004      |
| Unión Atlético Maracaibo | Venezuela | 2004–2008 |
| Caracas                  | Venezuela | 2008–2010 |
| Deportivo La Guaira      | Venezuela | 2010–2011 |
| Zamora                   | Venezuela | 2011–2013 |

### Como formador
| Club                                         | País     | Año |
| -------------------------------------------- | -------- | --- |
| Selecciones de fútbol masculinas del Quindio | Colombia |     |

## Estadísticas como jugador
| Club               | Temporada     | Liga | Liga | Copa | Copa | Otros | Otros | Continental | Continental | Total | Total |
| Club               | Temporada     | PJ   | G    | PJ   | G    | PJ    | G     | PJ          | G           | PJ    | G     |
| ------------------ | ------------- | ---- | ---- | ---- | ---- | ----- | ----- | ----------- | ----------- | ----- | ----- |
| Yokohama Marinos   | 1996          | 1    | 0    | 0    | 0    | 0     | 0     | 0           | 0           | 1     | 0     |
| Yokohama Marinos   | Total         | 1    | 0    | 0    | 0    | 0     | 0     | 0           | 0           | 1     | 0     |
| River Plate        | 1997-98       | 5    | 1    | –    | –    | –     | –     | 0           | 0           | 5     | 1     |
| River Plate        | Total         | 5    | 1    | –    | –    | –     | –     | 0           | 0           | 5     | 1     |
| Quilmes            | 1998-99       | 16   | 2    | –    | –    | –     | –     | –           | –           | 16    | 2     |
| Quilmes            | Total         | 16   | 2    | –    | –    | –     | –     | –           | –           | 16    | 2     |
| Aldosivi           | 1999-00       | 8    | 0    | –    | –    | –     | –     | –           | –           | 8     | 0     |
| Aldosivi           | Total         | 8    | 0    | –    | –    | –     | –     | –           | –           | 8     | 0     |
| Ferro Carril Oeste | 2002-03       | 5    | 0    | –    | –    | –     | –     | –           | –           | 5     | 0     |
| Ferro Carril Oeste | Total         | 5    | 0    | –    | –    | –     | –     | –           | –           | 5     | 0     |
| UA Maracaibo       | 2003          | 24   | 6    | –    | –    | –     | –     | 4           | 0           | 28    | 6     |
| UA Maracaibo       | 2004–05       | 26   | 4    | –    | –    | –     | –     | –           | –           | 26    | 4     |
| UA Maracaibo       | 2005–06       | 28   | 5    | –    | –    | –     | –     | 4           | 0           | 32    | 5     |
| UA Maracaibo       | 2006–07       | 32   | 5    | –    | –    | –     | –     | –           | –           | 32    | 5     |
| UA Maracaibo       | 2007–08       | 30   | 3    | 3    | 0    | –     | –     | 4           | 0           | 34    | 3     |
| UA Maracaibo       | 2008–09       | 14   | 3    | 2    | 0    | –     | –     | 2           | 1           | 16    | 4     |
| UA Maracaibo       | Total         | 154  | 26   | 5    | 0    | –     | –     | 14          | 1           | 173   | 27    |
| Deportes Quindío   | 2004          | 16   | 4    | –    | –    | –     | –     | –           | –           | 16    | 4     |
| Deportes Quindío   | Total         | 16   | 4    | –    | –    | –     | –     | –           | –           | 16    | 4     |
| Caracas FC         | 2008–09       | 21   | 2    | 0    | 0    | –     | –     | 10          | 5           | 31    | 7     |
| Caracas FC         | 2009–10       | 19   | 8    | 7    | 1    | –     | –     | 6           | 0           | 32    | 9     |
| Caracas FC         | Total         | 40   | 10   | 7    | 1    | –     | –     | 16          | 5           | 63    | 16    |
| La Guaira          | 2010–11       | 17   | 5    | 2    | 0    | –     | –     | –           | –           | 19    | 5     |
| La Guaira          | Total         | 17   | 5    | 2    | 0    | –     | –     | –           | –           | 19    | 5     |
| Zamora             | 2011–12       | 24   | 4    | 5    | 0    | –     | –     | 4           | 0           | 33    | 4     |
| Zamora             | 2012–13       | 30   | 4    | 2    | 0    | –     | –     | –           | –           | 32    | 4     |
| Zamora             | Total         | 54   | 8    | 7    | 0    | –     | –     | 4           | 0           | 65    | 8     |
| Total carrera      | Total carrera | 316  | 56   | 21   | 1    | 0     | 0     | 38          | 6           | 383   | 63    |

## Palmarés

### Campeonatos nacionales
| Título                        | Club        | País      | Año     |
| ----------------------------- | ----------- | --------- | ------- |
| Primera División              | River Plate | Argentina | A-1996  |
| Primera División              | River Plate | Argentina | C-1997  |
| Primera División              | River Plate | Argentina | A-1997  |
| Primera División de Venezuela | Maracaibo   | Venezuela | 2004–05 |
| Primera División de Venezuela | Caracas     | Venezuela | 2008–09 |
| Copa Venezuela                | Caracas     | Venezuela | 2009    |
| Primera División de Venezuela | Caracas     | Venezuela | 2009–10 |
| Primera División de Venezuela | Zamora      | Venezuela | 2012-13 |

### Copas internacionales
| Título                         | Club             | País      | Año  |
| ------------------------------ | ---------------- | --------- | ---- |
| Copa Libertadores              | River Plate      | Argentina | 1996 |
| Supercopa Sudamericana         | River Plate      | Argentina | 1997 |
| Campeonato Sudamericano Sub-20 | Argentina sub-20 | Argentina | 1997 |
| Copa Mundial de Fútbol Juvenil | Argentina sub-20 | Argentina | 1997 |